# Sacrament

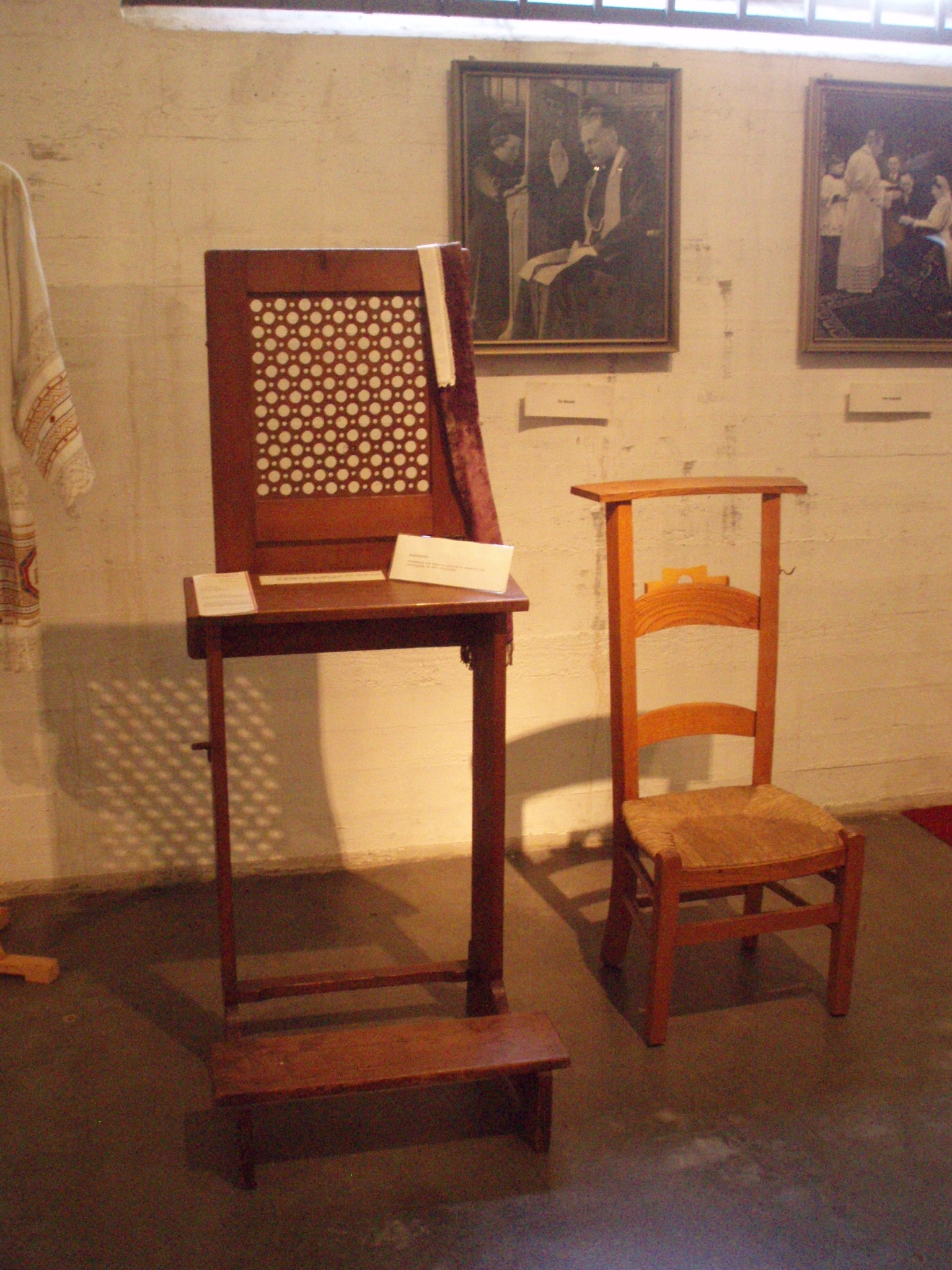
Biechtstoel en het H. Sacrament van de Biecht in het religieus museum Kijk-je kerk-kunst in Gennep

Een sacrament is een gewijde handeling in het christendom waardoor God komt tot de mens. In die zin staat een sacrament tegenover gebed en offer, waarin de mens nadert tot God. Verschillende sacramenten markeren een belangrijk moment in het leven van de gelovigen. Het begrip is afgeleid van het Latijnse sacramentum, dat (geloofs)geheim betekent.

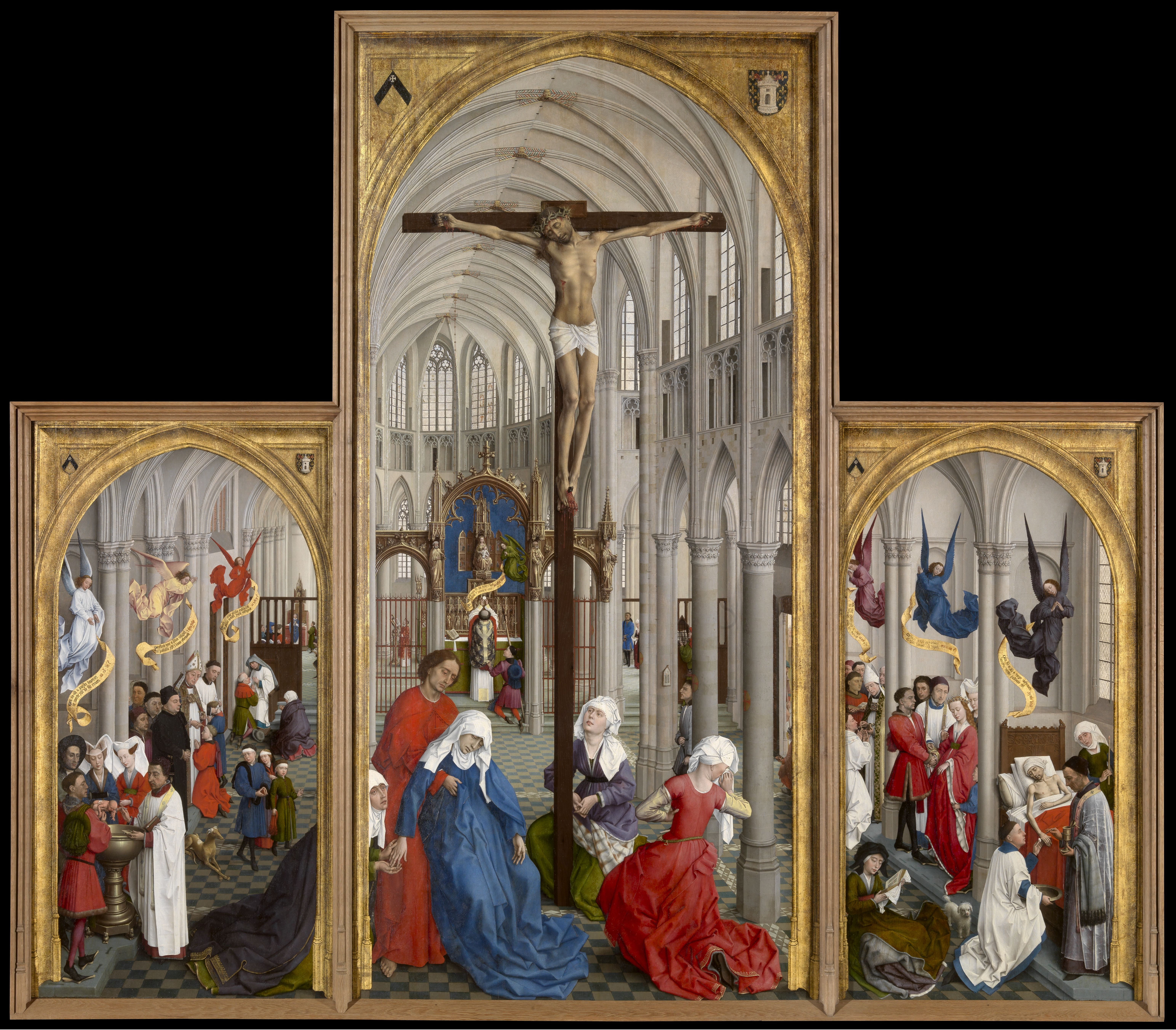
Visualisatie van De Zeven Sacramenten, Rogier van der Weyden, (1440-1445), Koninklijk Museum voor Schone Kunsten Antwerpen, inv. 393-395.

Een sacrament is geldig, indien de juiste vorm, stof en intentie aanwezig waren bij de verrichting ervan. De staat waarin de bedienaar verkeert heeft geen invloed op de geldigheid. De werking van het sacrament is daarentegen wel afhankelijk van de staat waarin de ontvanger verkeert. 

## Katholieke Kerk
De Katholieke Kerk definieert een sacrament als een directe handeling van Jezus Christus, die teruggaat op het woord en leven van Jezus Christus. De sacramenten zijn, volgens de katholieke leer, ingesteld door Jezus. Het ontvangen van de sacramenten is zowel recht als plicht van de gelovige.
Een sacrament wordt steeds toegediend in en door de Kerk, daarom vindt de toediening altijd plaats in liturgische vorm. Men ontvangt de heilzame werking, waardoor men wordt opgenomen in het sacramentele leven van de Kerk.
Uitsluiting van gelovigen van het ontvangen van de sacramenten is alleen mogelijk als gevolg van excommunicatie, staat van publieke zonde (in bepaalde gevallen) en ketterij. Niet-katholieken mogen niet worden toegelaten tot de sacramenten.

### Zeven sacramenten
De Katholieke Kerk kent zeven sacramenten:
- het doopsel
- het vormsel
- de Heilige Communie of eucharistie
- de biecht of het sacrament van de verzoening
- de ziekenzalving
- de priesterwijding
- het huwelijk

Doopsel, vormsel en eucharistie vormen samen de sacramenten van de christelijke initiatie. Doopsel, vormsel en de priesterwijding kunnen slechts eenmaal in het leven worden ontvangen, zij laten een eeuwigdurend merkteken van de Godheid in de ziel achter.
Huwelijk en priesterwijding kunnen niet gecombineerd worden (1 Korinthe 7:32-33).
Het heilig oliesel (ziekenzalving) gecombineerd met de (laatste) communie (het viaticum) en/of de (laatste) biecht wordt het laatste sacrament (of sacrament van de zieken (voor Vaticanum II: sacrament der stervenden of laatste sacramenten) genoemd.

### Bedienaars
De gewone bedienaars van het doopsel zijn de priesters, en in de Latijnse Kerk ook de diakenen. In geval van nood mag iedereen, zelfs een ongedoopte, dopen.
De eucharistie, de biecht en de ziekenzalving kunnen alleen worden toegediend door een priester.
De priesterwijding is voorbehouden aan de bisschop, want alleen hij bezit de zogenaamde "volheid van het priesterschap" en kan daardoor het priesterschap doorgeven. De bisschopswijding wordt verricht door de bisschop, veelal samen met andere bisschoppen.
De gewone bedienaar van het vormsel is de bisschop of de coadjutor (hulpbisschop). Indien noodzakelijk, kan de bisschop de bevoegdheid om het vormsel toe te dienen aan priesters toekennen, hoewel het toch meer passend is dat hij het zelf toedient.
In het huwelijk dienen de huwenden het sacrament aan elkaar toe. De priester of diaken is, net als de gemeenschap, getuige. Daarnaast vertegenwoordigt de priester of diaken zowel Christus als Christus' Mystiek Lichaam, wat het de huwenden mogelijk maakt het huwelijk te sluiten binnen de Kerk. Feitelijk wordt in de Rooms-Katholieke Kerk het burgerlijk huwelijk helemaal genegeerd, hetgeen een belangrijk verschil is met het protestantisme. Een katholiek huwelijk is echter pas geldig wanneer er ook een burgerlijk huwelijk is en het kan pas ongeldig worden verklaard wanneer de burgerlijke scheiding onherroepelijk is.

### Sacramentalia
Naast de sacramenten kent de Kerk nog talrijke sacramentalia. Het onderscheid tussen sacramenten en sacramentalia is dat sacramenten door Christus zelf zijn ingesteld en sacramentalia door de Kerk.

## Protestantisme
Binnen het protestantisme wordt het sacrament gezien als een zichtbaar teken (een signaal) en een zegel (een bevestiging) van Gods genade. Naast de prediking (een hoorbaar teken van Gods genade) kent het protestantisme ook twee zichtbare tekenen van Gods genade, namelijk:
- de doop
- het avondmaal.

Hoewel de sacramenten zichtbare tekenen worden genoemd, is een wezenlijk kenmerk dat ze ook de andere zintuigen aanspreken waarmee andere delen van de werkelijkheid worden waargenomen. Naast zien en horen spelen voelen (op de huid, in de mond) en proeven en ruiken (brood en wijn) een rol. Waar geloven in de Bijbel wordt gedefinieerd als: Het geloof legt de grondslag voor alles waarop we hopen, het overtuigt ons van de waarheid van wat we niet zien., vervullen de sacramenten een rol bij het zichtbaar en tastbaar maken van die werkelijkheid.
Het huwelijk is bij protestanten geen sacrament. Wel is het gebruikelijk om een speciale kerkdienst te beleggen ter gelegenheid van een huwelijk. Soms wordt ook gesproken van een huwelijksinzegening, hoewel het dat in feite niet is. Formeel is het een huwelijksbevestiging waarin een zegen over het (eerder gesloten burgerlijk) huwelijk wordt gevraagd.
In het protestantisme is de openbare belijdenis van het geloof een gebruik dat enigszins vergelijkbaar is met het rooms-katholieke vormsel. De openbare belijdenis van het geloof is echter geen sacrament.
In het lutheranisme worden soms de biecht en de wijding ook als sacramenten beschouwd.

### Bediening
De doop wordt bediend door de predikant, een nooddoop kent men niet.
In de calvinistische traditie wordt heilig avondmaal toebereid door de diakenen. Het tafelgebed wordt uitgesproken door de predikant. Bij de uitreiking kunnen zowel predikant, ouderlingen als diakenen betrokken zijn, afhankelijk van plaatselijke gewoonte. In het lutheranisme kent men de ambten van ouderling en diaken niet, daar wordt het sacrament geheel en al door de predikant bediend.

## Orthodoxe Kerk
Het Oosters christendom hanteert evenals de Katholieke Kerk zeven sacramenten. In de Oosters-orthodoxe Kerk worden de sacramenten, evenals de Oriëntaals-orthodoxe Kerken, Heilige Mysteriën genoemd. Volgens de (oosters en oriëntaals)-orthodoxe leer is een mysterie een tastbaar vastgesteld teken, dat ingesteld is door Jezus zelf. Orthodoxen geloven niet dat de mysteriën "gewone" symbolen of tekens zijn, maar dat zij een ware kracht bezitten. De mysteriën schenken genade en verwijzen naar de goedheid van God. Priesters, priestermonniken en (aarts)bisschoppen zijn bevoegd om de mysteriën te bedienen. Priesters zijn echter niet bevoegd om het wijdingssacrament te bedienen, aangezien dit mysterie enkel door bisschoppen toegediend mag worden. De gelovigen zijn de ontvangers. De diaken mag ondanks zijn rang binnen het priesterschap, geen enkele mysterie toedienen.
De sacramenten doopsel, vormsel (myronzalving), de biecht en de eucharistie zijn binnen de orthodoxe kerken verplicht. De doop, de myronzalving en de priesterwijding mogen slechts eenmaal toebediend worden. Bij de doop baseren orthodoxen dit op de Bijbelse vers: "één Heer, één geloof, één doop". Bij myronzalving wordt de heilige Geest ontvangen. Omdat orthodoxen geloven dat de heilige Geest een lichaam nooit zal verlaten, mag de myronzalving maar eenmaal toegediend worden. Een uitzondering vormen bekeerlingen die wel de myronzalving krijgen bij hun overgang naar de orthodoxie. De heilige Geest zou immers niet tweemaal ontvangen kunnen worden. Het vormsel wordt onmiddellijk in aansluiting op het doopsel toegediend. Een Eerste Communie volgt normaliter ook direct in aansluiting op de doop en het vormsel.
Bij de eucharistie geloven orthodoxen dat brood en wijn werkelijk veranderen in het Lichaam en Bloed van Jezus. Zij baseren dit op de Bijbelvers: "Mijn lichaam is het ware voedsel en mijn bloed is de ware drank" en "Neem, eet, dit is mijn lichaam (...) Drink allen hieruit, dit is mijn bloed".

## Het Consolamentum
Bij de Katharen ontving een chrétien, na een noviciaat, het consolamentum. Dit was het enige sacrament voor de Katharen. Het was een vorm van inwijding in de Heilige Geest en gebeurde door handoplegging. Hierdoor werd de goddelijke geest in de mens in contact gebracht met de Heilige Geest, waardoor de mens in staat werd zijn goddelijke oorsprong te ervaren. Na het consolamentum moest hij leven volgens een strikte regel. Deze regel was ascetisch van aard: verbod om dierlijk voedsel te eten en het gebod om een evangelische moraal te beoefenen: verbod om te vloeken, te liegen en te doden. Het consolamentum kon pas ontvangen worden op volwassen leeftijd; de Katharen meenden dat dit bewust moest gebeuren, in alle vrijwilligheid. Voor degenen die aldus waren gereinigd, zou de dood een verlossing van de materie teweegbrengen.

## Sacramenten in de kunst
In de christelijke kunst worden de sacramenten soms symbolisch verbeeld door een regenboog. De kleur wit wijst dan op het doopsel, geel op het vormsel, groen op de eucharistie, blauw op het huwelijk, paars op de ambtswijding, rood op het sacrament van boete en verzoening en zwart op de ziekenzalving. De eucharistie wordt vaak uitgebeeld door een pelikaan of broodmand, het vormsel veelal door een duif.